# Aeródromo Alempue
El Aeródromo Alempue (OACI: SCAM) es un terminal aéreo ubicado junto a la ciudad de Teno, Provincia de Curicó, Región del Maule, Chile. Es de propiedad privada.